# Van Dammeho memoriál 2019
Memoriál Van Dammeho 2019 byl lehkoatletický mítink, který se konal 6. září 2019 v belgickém městě Bruselu. Byl součástí série mítinků Diamantové ligy 2019.

## Výsledky

### Muži
| Disciplína             | 1. místo                  | 2. místo                     | 3. místo                   |
| Běh na 200 m           | Noah Lyles 19,74          | Ramil Guliyev 19,86          | Andre de Grasse 19,87      |
| Běh na 400 m           | Norman Michael 44,26      | Fred Kerley 44,46            | Akeem Bloomfield 44,67     |
| Běh na 1500 m          | Timothy Cheruiyot 3:30,22 | Jakob Ingebrigtsen 3:31,62   | Filip Ingebrigtsen 3:33,33 |
| Běh na 110 m překážek  | Orlando Ortega 13,22      | Ronald Levy 13,31            | Sergej Šubenkov 13,33      |
| Běh na 3000 m překážek | Getnet Wale 8:06,92       | Soufiane El Bakkali 8:07,08  | Lamecha Girma 8:07,66      |
| Vrh koulí              | Thomas Walsh 22,30 m      | Darlan Romani 22,15 m        | Ryan Crouser 22,08 m       |
| Trojskok               | Christian Taylor 17,85 m  | Will Claye 17,22 m           | Omar Craddock 17,17 m      |
| Hod diskem             | Daniel Ståhl 68,68 m      | Lukas Weisshaidinger 66,03 m | Fedrick Dacres 65,27 m     |

### Ženy
| Disciplína            | 1. místo                     | 2. místo                            | 3. místo                               |
| Běh na 100 m          | Dina Asherová-Smithová 10,88 | Shelly-Ann Fraserová-Pryceová 10,95 | Marie-Josée Ta Lou 11,09               |
| Běh na 800 m          | Ajee Wilson 2:00,24          | Raevyn Rogers 2:00,67               | Winnie Nanyondo 2:00,69                |
| Běh na 5000 m         | Sifan Hassanová 14:26,26     | Letesenbet Gidey 14:29,54           | Konstanze Klosterhalfen 14:29,89       |
| Běh na 100 m překážek | Danielle Williamsová 12,46   | Kendra Harrisonová 12,73            | Nia Aliová 12,74                       |
| Skok vysoký           | Marija Lasickeneová 199 cm   | Julija Levčenková 197 cm            | Nafissatou Thiamová 195 cm             |
| Skok o tyči           | Katerina Stefanidiová 483 cm | Anželika Sidorovová 483 cm          | Alysha Newmanová 477 cm                |
| Skok do dálky         | Malaika Mihambo 703 cm       | Brittney Reeseová 685 cm            | Katarina Johnsonová-Thompsonová 673 cm |
| Hod diskem            | Yaime Pérezová 68,27 m       | Sandra Perkovićová 66,00 m          | Kristin Pudenz 63,73 m                 |